# Śródmieście (osiedle Szczecina)
Śródmieście – dawne osiedle administracyjne Szczecina, należące do dzielnicy Śródmieście. Istniało w latach 1955–1976. Według danych z 6 grudnia 1960 r. osiedle zamieszkiwało 103 175 osób; było to najbardziej zaludnione osiedle w dzielnicy i w mieście.
W 1990 r. przywrócono zlikwidowany w 1976 r. podział miasta na cztery dzielnice. Powołano wówczas nowe osiedle o nazwie Centrum, które weszło w skład dzielnicy Śródmieście jako jedno z 10 osiedli.

## Galeria

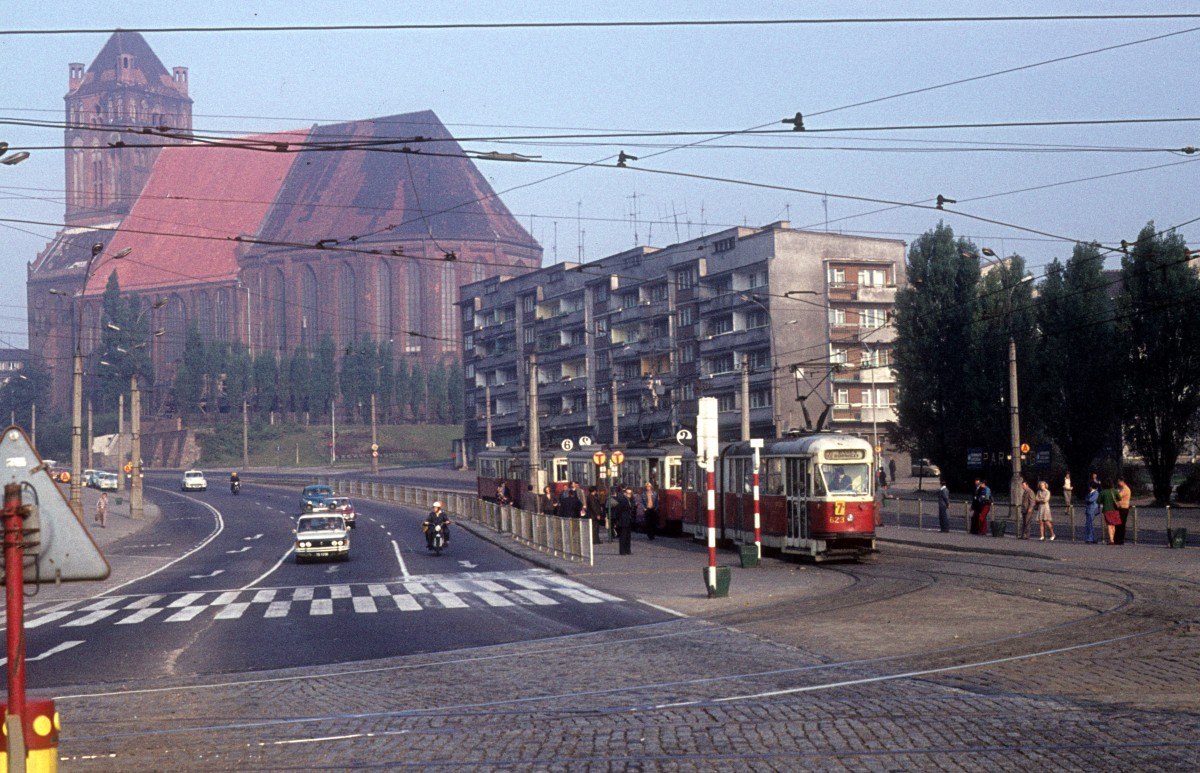
Ulica Wielka (ob. Księdza Kardynała Stefana Wyszyńskiego) w 1975 r.
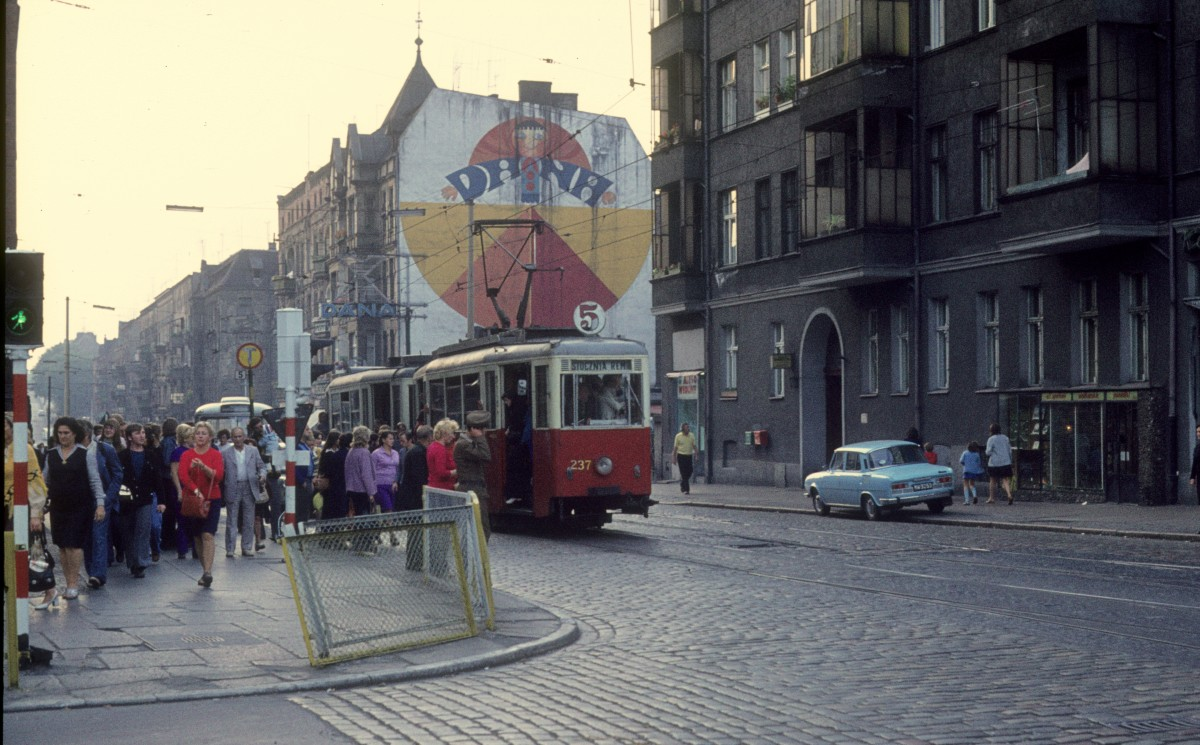
Ulica Jagiellońska w 1975 r.
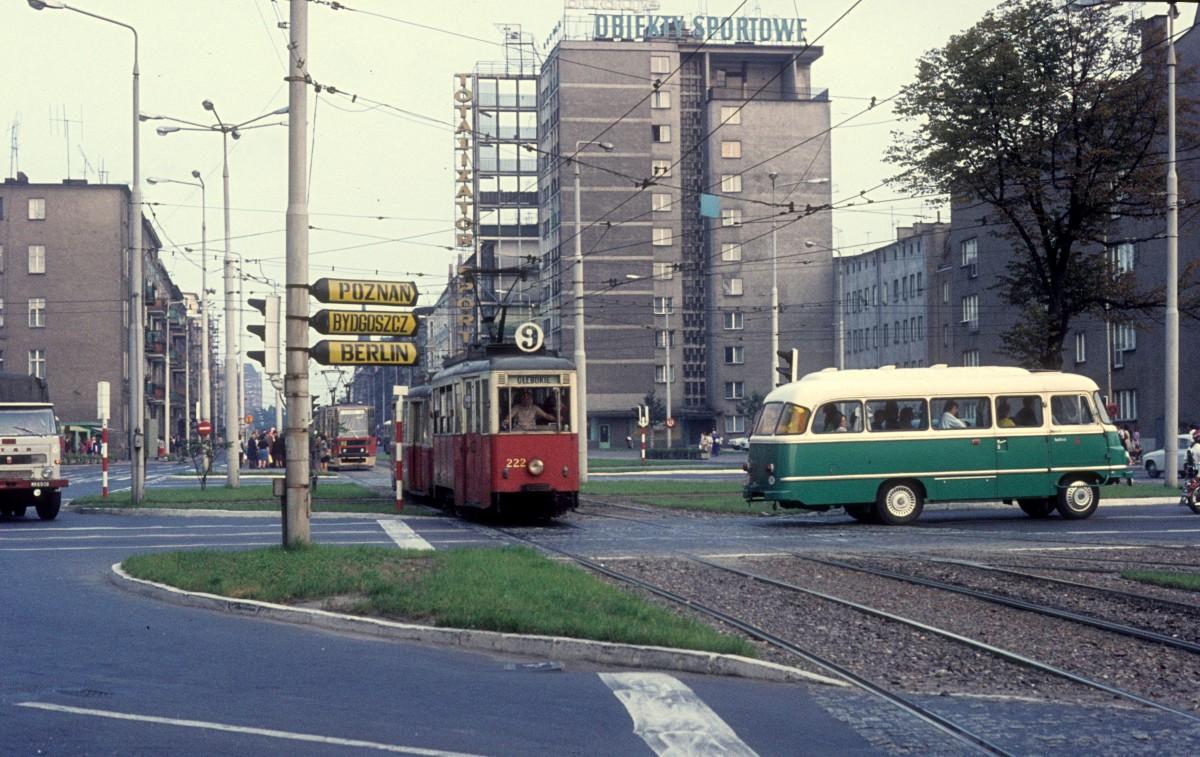
Plac Tadeusza Kościuszki w 1975 r.
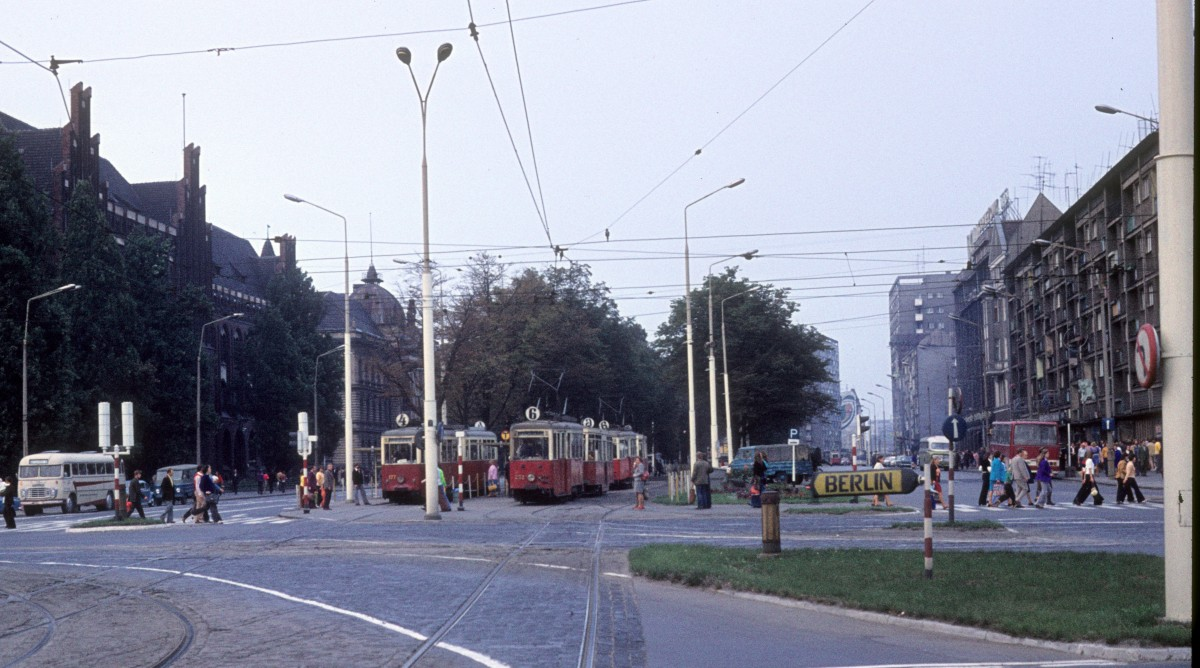
Aleja Niepodległości w 1975 r.